# Helfferich-Gletscher
Der Helfferich-Gletscher ist ein rund 13 km langer Gletscher im ostantarktischen Viktorialand. In den Usarp Mountains entwässert er südlich der Armstrong-Plattform die östlichen Hänge des Pomerantz-Tafellands.
Der United States Geological Survey kartierte ihn anhand eigener Vermessungen und Luftaufnahmen der United States Navy aus den Jahren von 1960 bis 1962. Das Advisory Committee on Antarctic Names benannte ihn 1970 nach dem Ionosphärenphysiker Merritt Randolph Helfferich (* 1935), der zwischen 1967 und 1968 auf der Amundsen-Scott-Südpolstation tätig war.